# Elisa (1995)
Elisa ist ein französischer Spielfilm von Jean Becker aus dem Jahr 1995, der von einer jungen Frau handelt, der ein schlechter Start ins Leben beschieden ist und die trotzdem einen ungebrochenen Willen und das Augenmaß für Menschlichkeit bewahrt. 

## Handlung
Marie sucht ihren Vater Jacques, einen Musiker, dem sie die Schuld am Unglück ihrer Mutter Élisa gibt. Sie will ihre Mutter an ihm rächen, entdeckt aber in ihm zu guter Letzt einen Partner.
Jacques hat es nicht verkraftet, dass Élisa fremdgegangen war, weil sie das bedrückende Leben an der Seite eines Künstlers nicht länger ausgehalten hatte, und geht eigene Wege. Élisa trägt sich mit Selbstmordgedanken, will aber ihre fünfjährige Tochter Marie nicht allein zurücklassen. Ihre Eltern weigern sich, sie und das Kind aufzunehmen. In ihrer Verzweiflung versucht sie, Marie zu ersticken. Im Glauben, ihre Tochter sei tot, erschießt sie sich. 
Marie überlebt und wird nach einem Aufenthalt bei ihren ungeliebten Großeltern in ein Waisenhaus gesteckt. Dort beginnt ihre kriminelle Karriere, zusammen mit ihrer Freundin Solange und dem Marokkanerjungen Ahmed, die ihr eine Familie ersetzen. Die drei organisieren Diebstähle und betrügen alte Männer, die Geld für den Missbrauch von Mädchen bezahlen. Marie, inzwischen 17, ist, obwohl fehlgeleitet, eine Frau mit Charakter. Sie demütigt einen Freier, lässt ihn – unter Androhung eines Skandals – seine Hose ausziehen und wirft seine Kleidungsstücke aus dem Fenster, bevor sie verschwindet. Einmal schießt sie mit einer Pistole, die sie sich kürzlich besorgt hat, in die Windschutzscheibe eines Autos, in dem sie mit zwei angetrunkenen Männern sitzt, die sie vergewaltigen wollen. Sie wirft die Männer hinaus und fährt den Wagen zu Schrott. Marie zeigt jedoch auch anrührende Seiten, als sie dem 15-jährigen Ahmed einen sexuellen Höhepunkt gewährt.
Marie findet ihren Vater in einem abgelegenen Ort, will ihn verführen, um ihn zu demütigen, bedroht ihn sogar mit einer Pistole, und entdeckt in ihm schließlich ihresgleichen: verletzlich und verletzt, aber nicht zerstört.

## Hintergrund
Der Kameramann Étienne Becker, der Regisseur Jean Becker und die Dramaturgin Sophie Becker (Thévenet-Becker) sind Geschwister. Ihr Vater ist der Regisseur Jacques Becker.

## Kritiken
Die Süddeutsche Zeitung meinte, Vanessa Paradis sei „die einzige legitime Erbin von Brigitte Bardot, weil sie es auf dieselbe Weise schafft, hinter der Schnute des verwöhnten Mädchens ihre Unschuld … wirken zu lassen“. Die Frankfurter Allgemeine Zeitung attestierte dem Film „[e]ine raffiniert um drei Ecken erzählte Geschichte und grandiose Schauspieler“.
Das Lexikon des internationalen Films bezeichnete Elisa als „einfühlsam inszeniertes Porträt einer verlorenen Jugend, getragen von Humor und einem liebevollen Blick auf die Personen“. Dank hervorragender Kameraarbeit und „eindrucksvoll“ spielenden Darstellern sehe man „großes europäisches Gefühlskino zum Lachen, Weinen und Nachdenken“.

## Auszeichnungen
Bei der César-Verleihung 1996 wurden Zbigniew Preisner, Serge Gainsbourg und Michel Colombier in der Kategorie Beste Filmmusik ausgezeichnet. Clotilde Courau war zudem in den Kategorien Beste Nebendarstellerin und Beste Nachwuchsdarstellerin für den Preis nominiert.
Die Deutsche Film- und Medienbewertung FBW in Wiesbaden verlieh dem Film das Prädikat besonders wertvoll.

## Synchronisation
Eine erste deutsche Synchronfassung entstand bei der Film- & Fernseh-Synchron, München. Das Dialogbuch schrieb Beate Klöckner, die Dialogregie übernahm Clemens Frohmann.
| Rolle                          | Darsteller       | Synchronsprecher |
| ------------------------------ | ---------------- | ---------------- |
| Marie Desmoulins               | Vanessa Paradis  | Julia Haacke     |
| Jacques „Lebovitch“ Desmoulins | Gérard Depardieu | Manfred Lehmann  |
| Samuel                         | Michel Bouquet   | Horst Sachtleben |
| Kevin                          | Olivier Saladin  | Peter Fricke     |